# Emilio Rancilio
Emilio Rancilio (Parabiago, 7 febbraio 1913 – Trieste, 1º gennaio 1982) è stato un calciatore italiano, di ruolo mediano.

## Carriera
Robusto mediano del calcio d'anteguerra, cresce calcisticamente nel Legnano e, dopo 3 campionati di Serie B con i Lilla, passa nel 1934 all'Udinese che milita nel campionato di I Divisione.
Nel 1935 ha l'opportunità di salire in Serie A con gli Alabardati della Triestina con cui inizierà un sodalizio duraturo che non verrà interrotto nemmeno durante la guerra. Esordirà il 15 marzo 1936 a Palermo contro i Rosanero e giocherà la sua ultima partita con la Triestina nel 1946.
In questo decennio Rancilio diventerà un giocatore simbolo, scendendo in campo 214 volte in Serie A (190 con 6 reti nei campionati a girone unico) oltre ad altre 17 gare giocate nel 1944 nel campionato di guerra.
Con la Triestina segna anche 8 goal. Quando nel 1946 sembra per lui suonata l'ora del definitivo ritiro Paolo Mazza, da poco presidente della SPAL, lo acquista per pochi spiccioli intuendo che Rancilio ha ancora molte carte da giocare. Il Mago di campagna non si sbaglia e Rancilio diventa leader della squadra ferrarese giocando ancora 2 campionati di Serie B e disputando 66 gare realizzando 5 reti prima del suo definitivo ritiro avvenuto a 37 anni nel 1950, dopo due stagioni nelle serie minori con Ravenna e Parabiago.

## Palmarès

### Club

#### Competizioni nazionali
- Prima Divisione: 1

Udinese: 1934-1935